# Щемеров, Александр Иванович
Александр Иванович Щемеров (род. 2 июня 1997, Екатеринбург) — российский хоккеист, защитник.

## Биография
Начинал играть в СДЮШОР «Юность», с 2009 года — в «Автомобилисте». С сезона 2013/14 начал играть за «Авто» в МХЛ. С сезона 2015/16 — игрок «Автомобилиста» в КХЛ. Также выступал в ВХЛ за команды «Спутник» Нижний Тагил (2016/17) и «Горняк» Учалы (2017/18 — 2018/19, 2020/21). В сезонах 2018/19 — 2019/20 на правах аренды выступал за финский клуб «Пеликанс». 19 мая 2023 года перешёл в «Амур».
Участник юниорского чемпионата мира 2015 года.